# Melanocharacidium blennioides
 Melanocharacidium blennioides és una espècie de peix de la família dels crenúquids i de l'ordre dels caraciformes.

## Morfologia
- Els mascles poden assolir 4 cm de llargària total.[6]

## Hàbitat
Viu en zones de clima tropical.

## Distribució geogràfica
Es troba a Sud-amèrica: conca del riu Essequibo i rius costaners entre la Guaiana i la Guaiana Francesa.